# Синдром Гийена — Барре
Синдро́м Гийе́на — Барре́ (СГБ, острый полирадикулоневрит) — острая аутоиммунная воспалительная полирадикулоневропатия, проявляющаяся вялыми парезами, нарушениями чувствительности, вегетативными расстройствами.
Описание синдрома было опубликовано в 1916 году французскими врачами Жоржем Гийеном и Жаном Барре, и названо в их честь.
В западных странах заболеваемость составляет порядка 0,89—1,89 случаев в год на 100 тысяч жителей. Риск заболевания возрастает примерно на 20 % с каждым десятилетием жизни: оно более вероятно у взрослых и пожилых. У мужчин встречается в 1,78 раз чаще, чем у женщин.

## Этиология и патогенез
За 1—3 недели до проявления заболевания у большинства пациентов отмечают признаки инфекции желудочно-кишечного тракта или дыхательных путей. Чаще всего — после энтерита, вызванного Campylobacter jejuni (риск развития СГБ повышается примерно в 100 раз). Также это может быть инфекция, вызванная герпес-вирусами (цитомегаловирус, вирус Эпштейна — Барр и др.), микоплазмами, гемофильной палочкой и др. В частности, синдром Гийена — Барре может быть проявлением ВИЧ-инфекции. Вероятно, перенесённая инфекция запускает аутоиммунную реакцию (иммунная система организма поражает собственные клетки). Эту же роль могут играть оперативные вмешательства, травмы периферических нервов. В редких случаях фактором риска может быть вакцинация, однако вероятность этого крайне мала. Исследования показывают, что вероятность развития синдрома Гийена – Барре при таких инфекциях, как грипп, значительно выше, чем в случае использования вакцины, предназначенной для профилактики этой же инфекции, в данном случае вакцины против гриппа, то есть вакцинация снижает риск Гийена-Барре. Возникновение синдрома Гийена-Барре из-за вакцинации никогда не была доказана для большинства обсуждаемых вакцин. Вакцинация от SARS-CoV-2 снижает распространённость синдрома Гийена-Барре после COVID.
Аутоиммунная реакция против антигенов шванновских клеток и миелина приводит к отёку, лимфоцитарной инфильтрации и сегментарной демиелинизации корешков спинномозговых и черепных нервов. Реже атаке подвергаются антигены аксонов периферических нервов (при аксональном варианте синдрома).
В апреле 2020 года в СМИ появились журналистские данные о возможном развитии данного синдрома, вызванным коронавирусом SARS-CoV-2. Этот синдром может быть одним из побочных эффектов пембролизумаба («Китруда») — препарата из группы иммунотерапии рака, а также вакцины Johnson & Johnson против COVID-19 Ad26.COV2.S.
Однако данные научных исследований говорят, что вакцинация от коронавируса SARS-CoV-2, напротив, снижает распространённость синдрома Гийена-Барре после COVID.

## Классификация
Различают следующие клинические варианты СГБ:
- Острая воспалительная демиелинизирующая полиневропатия — наиболее частая, классическая форма.
- Острая моторная аксональная невропатия.
- Острая моторно-сенсорная аксональная невропатия.
- Синдром Чарльза Миллера Фишера (Charles Miller Fisher, канадский невролог (1913—2012), описал синдром в 1956 году) — сочетание арефлексии, мозжечковой атаксии, офтальмоплегии при слабовыраженных парезах.

## Симптоматика
Заболевание характеризуется относительно симметричной мышечной слабостью (вялый парез), которая типично начинается в проксимальных отделах мышц ног и через несколько часов или дней распространяется на руки. Часто слабость сопровождается парестезиями пальцев стоп и кистей. Иногда слабость в первую очередь возникает в руках или одновременно в руках и ногах. Повышается содержание белка в спинномозговой жидкости (начиная со 2-й недели заболевания). В тяжелых случаях возникают параличи дыхательных и краниальных мышц, главным образом мимических и бульбарных. Нередки боли в спине, плечевом и тазовом поясе, иногда иррадиирующие по ходу корешков, симптомы натяжения. Пациенты, особенно с сопутствующим сахарным диабетом, расположены к развитию пролежней. Часто отмечаются выраженные вегетативные нарушения: повышение или падение артериального давления, ортостатическая гипотензия, синусовая тахикардия, брадиаритмия, преходящая задержка мочи. Интубация или отсасывание слизи могут спровоцировать резкую брадикардию, коллапс и даже остановку сердца. Достигнув пика, симптоматика стабилизируется (фаза плато длится 2—4 недели), а затем начинается восстановление, которое может продолжаться от нескольких недель до 1—2 лет.
Смерть возможна от дыхательной недостаточности, связанной с параличом дыхательного и/или бульбарного центров, пневмонии, тромбоэмболии лёгочных артерий, остановки сердца, сепсиса.
При использовании современных методов интенсивной терапии, прежде всего ИВЛ, летальность в последнее десятилетие снизилась до 3—5 %.

## Лечение
Даже в лёгких случаях к синдрому Гийена — Барре в острой фазе следует относиться как к неотложному состоянию ввиду опасности быстрого развития тяжелой дыхательной недостаточности или нарушения сердечного ритма. Обязательна срочная госпитализация больных в отделения интенсивной терапии. В фазе прогрессирования — почасовое наблюдение за состоянием больного с оценкой дыхательной функции, сердечного ритма, артериального давления, состояния бульбарной мускулатуры, тазовых функций. Ранние признаки дыхательной недостаточности: ослабление голоса, необходимость делать паузы для вдоха во время разговора, выступание пота на лбу и тахикардия при форсированном дыхании, ослабление кашля. При бульбарном параличе бывают необходимы интубация и введение назогастрального зонда. Плазмаферез и иммуноглобулин внутривенно, способные ускорять восстановление и уменьшать остаточный дефект, особенно целесообразны в фазе прогрессирования (обычно в первые 2—3 недели от начала заболевания). Кортикостероиды не улучшают исход заболевания. В целях профилактики тромбоза глубоких вен голени (при плегии в ногах) назначают малые дозы гепарина или низкомолекулярный гепарин (фраксипарин). При парезе мимической мускулатуры необходимы меры по защите роговицы (закапывание глазных капель, повязка на ночь). Важное значение имеют ранние реабилитационные мероприятия, включающие массаж, лечебную гимнастику, другие физиотерапевтические процедуры (парафиновые аппликации, магнитотерапия, радоновые и сероводородные ванны, электростимуляция и др.).

## Прогноз
Тяжёлые случаи синдрома Гийена — Барре наблюдаются редко, но они могут приводить практически к полному параличу.
Большинство людей полностью выздоравливают даже в самых тяжёлых случаях синдрома Гийена — Барре.